# Gunilla Bergström
Gunilla Bergström (Göteborg, 7 luglio 1942 – Stoccolma, 23 agosto 2021) è stata una scrittrice, giornalista e illustratrice svedese, nota per la serie di libri per bambini su Alfie Atkins (svedese: Alfons Åberg). I ibri, da lei anche illustrati, sono stati tradotti in varie lingue, alcuni sono stati adattati per il cinema, la televisione e il teatro. Ha ricevuto numerosi premi, tra cui il reale Litteris et Artibus.

## Biografia
Nata a Göteborg nel 1942, Gunilla Bergström aveva due sorelle minori. I genitori divorziarono nel 1953. Da giovane si occupava di teatro ed era, tra le altre cose, nell'Atelierteatern. Ha disegnato molto da bambina, mostrando un grande talento. Suo padre l'ha iscritta a un corso serale presso la scuola d'arte di Valand.
Ha studiato all'istituto commerciale di Filip Holmqvist e poi ha iniziato a lavorare in GT. Gunilla Bergström si è laureata in giornalismo a Göteborg nel 1966. Lo stesso anno si trasferì a Stoccolma, a 24 anni, lavorando inizialmente per i giornali Aftonbladet e Dagens Nyheter. Il suo debutto come autrice di libri per bambini nel 1971 con Il padre di Mia si muove. Da allora e sino al 2012 più di 40 dei suoi libri sono stati pubblicati in Svezia. La diffusione internazionale delle sue opere è di circa 9,5 milioni di copie (al 2021); i 26 libri su Willi Wiberg sono stati tradotti in più di 35 lingue durante la vita di Bergström e hanno avuto successo anche come serie animata in televisione e al cinema.
I libri sono caratterizzati dalla loro profonda comprensione del mondo dei bambini con i loro problemi e le loro gioie speciali. Non c'è idealizzazione dell'infanzia, i problemi vengono ricreati, presentati e risolti in modo adatto ai bambini. L'immediatezza delle illustrazioni fa sì che bambini e adulti prendano direttamente a cuore la figura di Willi. Con il sostegno della saggezza del padre, il bambino apre la strada alle proprie esperienze, compresi gli errori e l'apprendimento da essi. Il nome svedese del protagonista, il ragazzino, è Alfons Åberg, il suo amico, che esiste solo nell'immaginazione del ragazzo, è chiamato "il Mållgan segreto".
Nel programma televisivo Min sanning nel 2015, Bergström ha parlato della sua vita di scrittrice.  Nel maggio 2019 è stata pubblicata la biografia Bakom Alfons: Gunilla Bergström into life, scritta da Klas Gustafson.
Gunilla Bergström è morta a Stoccolma nell'agosto 2021 all'età di 79 anni dopo un lungo periodo di deterioramento della salute. È sepolta a Galärvarvskyrkogården a Stoccolma.

## Vita privata
Era sposata con Loa Andersson. Ha avuto due figli, il più giovane dei quali ha l'autismo. I bambini hanno ispirato i libri su Bill e Bolla, che trattano una situazione familiare simile.

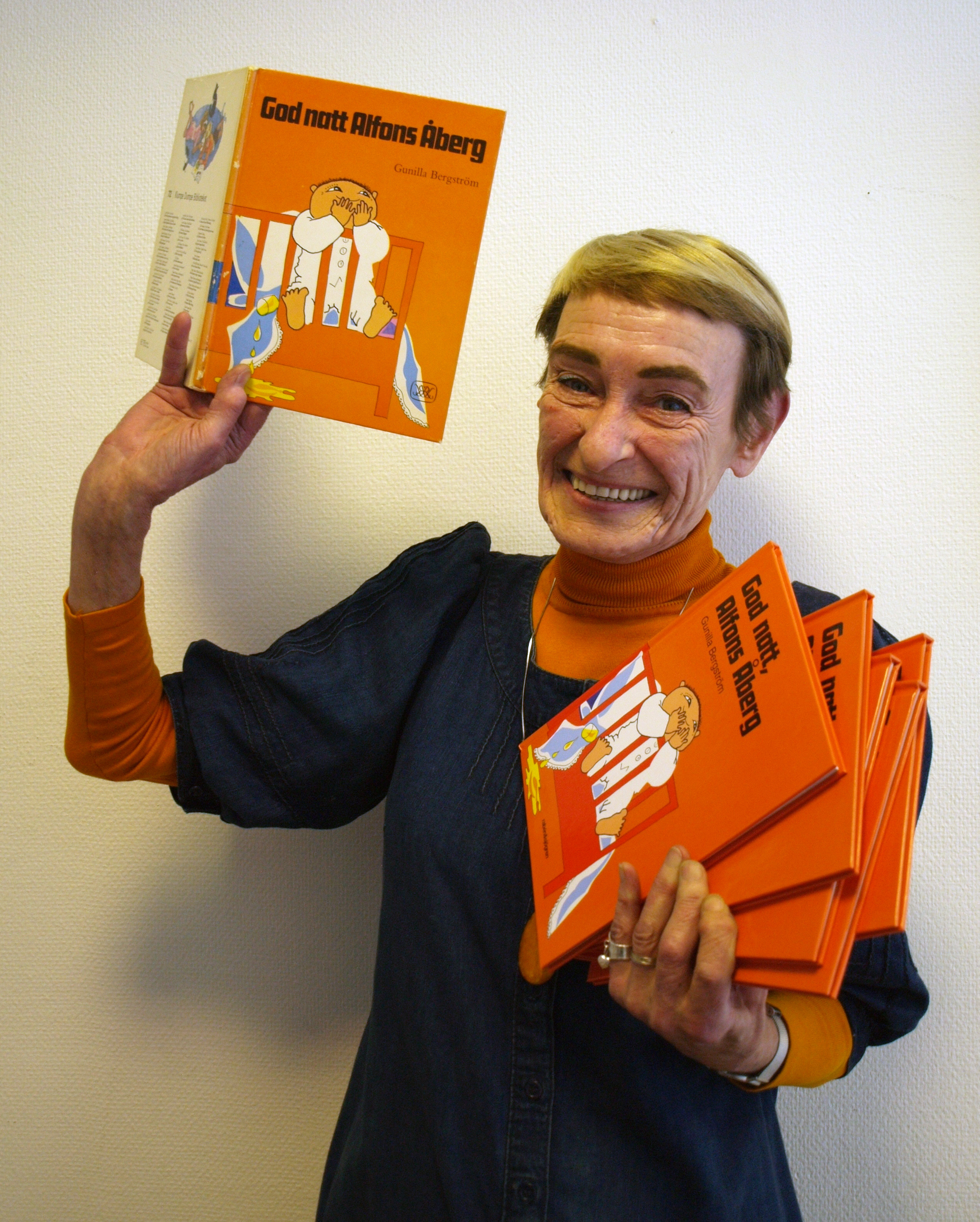
Bergström con alcuni dei suoi libri (2010)

## Riconoscimenti
Ha avuto vari premi tra cui:
- 1979 Elsa Beskow Plaque[6]
- 1981 Astrid Lindgren Prize[6]
- 2019 Litteris et Artibus[7]

## Opere
I libri della Bergström sono stati pubblicati da Rabén & Sjögren, incluso:
- Mias pappa flyttar 1971
- God natt, Alfons Åberg (Good Night, Alfie Atkins) 1972
- Tjuven 1973
- Aja baja, Alfons Åberg (Very Tricky, Alfie Atkins) 1973
- Raska på, Alfons Åberg (Hurry Up, Alfie Atkins!) 1975
- Alfons och hemlige Mållgan (Alfie and His Secret Friend) 1976
- Vem räddar Alfons Åberg? (Who'll Save Alfie Atkins?) 1976
- Listigt Alfons Åberg (You're a Sly One, Alfie Atkins!) 1977
- Alfons och odjuret (Alfie and the Monster UK, Is that a Monster, Alfie Atkins? U.S.) 1978
- Ramsor & Tramsor om Bill och Bolla [sv] (1979)
- Tokigt & Klokigt, mera rim med Bill och Bolla (1980)
- Är du feg, Alfons Åberg? (Are You Chicken, Alfie Atkins, 1981)
- Var är bus-Alfons? (What’s Alfie up to Now?, 1982)
- Vem spökar Alfons Åberg? (Who's Scaring Alfie Atkins?, 1983)
- Lycklige Alfons Åberg (Happy Alfie Atkins, 1984)
- Alfons och Milla (You Have a Girlfriend, Alfie Atkins, 1985)
- Kalas, Alfons Åberg! (A Party, Alfie Atkins, 1986)
- Hokus pokus, Alfons Åberg! (Hocus-Pocus, Alfie Atkins, 1987)
- Bara knyt, Alfons! (Just Ty It, Alfie Atkins, 1988)
- Vad sa pappa Åberg? (What did Mr. Atkins Say?, 1989)
- Alfons egna saker (1990)
- Alfons tycker om (1990)
- Där går Tjuv-Alfons! (There Goes Alfie the Thief!, 1991)
- Milla mitt-i-natten (1991)
- Ingen sak sa Milla (1992)
- Mera monster, Alfons! (More Monsters, Alfie!, 1992)
- Alla möjliga Alfons (1992)
- Mera miner med Alfons (1992)
- Trall-fonsar. Visor med Alfons Åberg (1992)
- Hurra för pappa Åberg! (Three Cheers for Alfie’s Daddy!, 1993)
- Milla mitt-i-godiskriget (1993)
- Näpp! sa Alfons Åberg ("Not Likely!" Said Alfie Atkins, 1994)
- Lösgodis – fickan full (1994)
- Lösgodis – en påse till (1994)
- Titta – peka Alfons Åberg (1994)
- Flyg sa Alfons Åberg ("Fly With Me," Said Alfie Atkins, 1997)
- Osynligt med Alfons (Invisible with Alfie, 1998)
- Hurra för Alfons Åbergs far (1998)
- Hur långt når Alfons Åberg? (How Far Does Alfie Reach?, 2002)
- Alfons ABC (2002)
- Alfons och soldatpappan (Alfie and the Soldier Daddy, 2006)
- Alfons med styrke-säcken (Alfie Atkins with the Magic Sack, 2010)
- Skratta lagom! sa pappa Åberg (The Last to Laugh! Said, Alfie’s Dad, 2012)